# Niels Gejl
Niels Gejl-Vuorenlinna (født 27. oktober 1962 i Slagelse) er en tidligere dansk atlet. Han var medlem af AK Delta Slagelse og fra 1984 Trongårdens IF.
Niels Gejl er siden 1987 finsk gift og bosat i Raisio i Finland. Han var under en periode håndboldspiller i Åbo IFK. Han er atletiktræner i klubben Raision Kuula.

## Danske mesterskaber
- Guld 1985 Trespring 14,93
- Sølv 1985 Længdespring 7,14
- Guld 1984 Trespring 14,80
- Sølv 1984 Længdespring 7,13
- Sølv 1983 Trespring 14,98
- Bronze 1983 Længdespring 7,02

## Personlige rekord
- Længdespring: 7,14 (1985)
- Trespring: 14,98 (1983)